# Gordius turcomanicus
Gordius turcomanicus är en djurart som tillhör fylumet tagelmaskar, och som beskrevs av Spiridonov 1998. Gordius turcomanicus ingår i släktet Gordius, och familjen Gordiidae. Inga underarter finns listade i Catalogue of Life.